# Cranleigh
Cranleigh è una Parrocchia civile inglese, sita nel distretto di Waverley, contea cerimoniale del Surrey, regione del Sud Est.